# 独裁者手册
《独裁者手册》（The Dictator's Handbook: Why Bad Behavior is Almost Always Good Politics）是胡佛研究所的研究员布鲁斯·布恩诺·德·梅斯奎塔和政治学學者阿拉斯泰尔·史密斯于2011年出版的非虚构类书籍，涉及政治、社会学和经济学领域话题，由PublicAffairs公司出版。书中讨论国家独裁者、上市公司CEO等领导层如何获得和維持政治权力，他们的理性决定如何构成集体层面上的的非理性决定，独裁形成的原因以及所有独裁体系的通性。华尔街日报的Michael Moynihan表示該書的写作风格与蘋果橘子經濟學相似 。

## 内容
布鲁斯·布恩诺·德·梅斯奎塔和史密斯 (Smith) 认为，政治人物，无论是在威权独裁国家还是在民主国家，都必须通过取悦权力掮客来继续掌权。他们认为，政客的动机是“上台、維持權力，并在力所能及的范围内控制金钱”。民主國家的政客和威权國家的政客的主要区别在于，民主政客必须取悦大量权力掮客或广大公众，而威权政客需要取悦的人數就要少的多。此外，由于威權國家权力掮客人數较小，威权统治者往往執政時間較長。 

## 外部鏈接
- The Dictator's Handbook （页面存档备份，存于） - PublicAffairs
- Homepage of Alastair Smith at NYU （页面存档备份，存于）